# Sara Doron
Sara Doron (hebrejsky: שרה דורון) byla izraelská politička a poslankyně Knesetu za stranu Likud.

## Biografie
Narodila se 20. května 1922 v Kaunasu v Litvě. V roce 1933 přesídlila do dnešního Izraele. Vystudovala střední školu v Tel Avivu.

## Politická dráha
Byla aktivní ve skautském hnutí, zasedala v městské samosprávě Tel Avivu, kde byla předsedkyní městského vzdělávacího výboru. Předsedala správní radě vzdělávacího finančního fondu Gachelet. Předsedala také Organizaci liberálních žen (ארגון הנשים הליברליות, Irgun ha-Našim ha-Liberalijot). Podílela se rovněž na fungování zdravotní pojišťovny Makabi šerutej bri'ut, kde byla v roce 2010 jmenována čestnou prezidentkou podniku.<
V izraelském parlamentu zasedla poprvé po volbách v roce 1977, do nichž šla za stranu Likud. Byla členkou parlamentního výboru vzdělávání a kulturu a výboru práce a sociálních věcí. Předsedala podvýboru pro zavření porodnice v Tel Avivu. Mandát za Likud obhájila ve volbách v roce 1981. Zasedla ve výboru pro záležitosti vnitra a životního prostředí, výboru práce a sociálních věcí a výboru House Committee. Opětovně byla zvolena na kandidátce Likud ve volbách v roce 1984. Zastávala funkci členky výboru pro zahraniční záležitosti a obranu, výboru pro ekonomické záležitosti a výboru House Committee. V letech 1983–1984 byla ministryní bez portfeje.
Naposledy se zvolení dočkala ve volbách v roce 1988. Byla členkou výboru pro zahraniční záležitosti a obranu a výboru House Committee. Předsedala zvláštnímu výboru pro status žen. Zemřela 2. listopadu 2010 ve věku 88 let.